# South Shore (Dakota du Sud)
Pour les articles homonymes, voir South Shore.
South Shore est une municipalité américaine située dans le comté de Codington, dans l'État du Dakota du Sud.
La localité doit son nom à sa situation sur la rive sud (« south shore » en anglais) du Punished Woman Lake (en).

## Démographie
| 1910 | 1920 | 1930 | 1940 | 1950 | 1960 |
| ---- | ---- | ---- | ---- | ---- | ---- |
| 335  | 305  | 322  | 296  | 269  | 259  |

| 1970 | 1980 | 1990 | 2000 | 2010 | - |
| ---- | ---- | ---- | ---- | ---- | - |
| 199  | 241  | 260  | 270  | 225  | - |

Selon le recensement de 2010, South Shore compte 225 habitants. La municipalité s'étend sur 1,4 milles carrés (3,63 km2).